# District de Xuhui
Le district de Xuhui (徐汇区 ; pinyin : Xúhuì Qū) est une subdivision du centre de la municipalité de Shanghai en Chine.
C'est un des districts qui forme Puxi.

## Histoire
Il est nommé d'après le scientifique, agronome et politicien du XVIe siècle et XVIIe siècle Xu Guangqi. L'ancienne Concession française de Shanghai se situait partiellement sur son territoire ainsi que sur celui du district de Luwan, des jésuites français s'y étant installés auparavant et y avaient construit la Cathédrale Saint-Ignace.
Généralement, les gens considèrent le quartier de Xujiahui comme le centre de ce district.

## Parcs et jardins
- Jardin botanique de Shanghai
- Parc Xujiahui
- Parc Guilin

## Transport
- La ligne Jinshan (train de banlieue «à grande vitesse») traverse le district de Xuhui.